# Engenheiro Caldas
Engenheiro Caldas este un oraș în Minas Gerais (MG), Brazilia.